# Demba Ba
Demba Ba (n. 25 mai 1985, Sèvres, Métropole du Grand Paris, Franța) este un fotbalist profesionist care juca la clubul Shanghai Shenghua în Prima Ligă Chineză, și la echipa națională de fotbal a Senegalului. În 2020 joacă la Istanbul BB.

## Statistici carieră

### Club
La 15 martie 2014.
|                |                  |                | Campionat | Campionat | Cupă            | Cupă            | Cupa Ligii        | Cupa Ligii        | Continental | Continental | Total   | Total  |
| Sezon          | Club             | Campionat      | Meciuri   | Goluri    | Meciuri         | Goluri          | Meciuri           | Goluri            | Meciuri     | Goluri      | Meciuri | Goluri |
| Franța         | Franța           | Franța         | Campionat | Campionat | Coupe de France | Coupe de France | Coupe de la Ligue | Coupe de la Ligue | Europa      | Europa      | Total   | Total  |
| -------------- | ---------------- | -------------- | --------- | --------- | --------------- | --------------- | ----------------- | ----------------- | ----------- | ----------- | ------- | ------ |
| 2005–06        | Rouen            | CFA            | 26        | 22        | 0               | 0               | –                 | –                 | –           | –           | 26      | 22     |
| Total Franța   | Total Franța     | Total Franța   | 26        | 22        | 0               | 0               | 0                 | 0                 | 0           | 0           | 26      | 22     |
| Belgium        | Belgium          | Belgium        | Campionat | Campionat | Cupa Belgiei    | Cupa Belgiei    | Cupa Ligii        | Cupa Ligii        | Europa      | Europa      | Total   | Total  |
| 2006–07        | Mouscron         | Pro League     | 12        | 8         | 0               | 0               | –                 | –                 | –           | –           | 12      | 8      |
| Total Belgia   | Total Belgia     | Total Belgia   | 12        | 8         | 0               | 0               | 0                 | 0                 | 0           | 0           | 12      | 8      |
| Germania       | Germania         | Germania       | Campionat | Campionat | DFB-Pokal       | DFB-Pokal       | Altele            | Altele            | Europa      | Europa      | Total   | Total  |
| 2007–08        | 1899 Hoffenheim  | 2. Bundesliga  | 30        | 12        | 0               | 0               | –                 | –                 | –           | –           | 30      | 12     |
| 2008–09        | 1899 Hoffenheim  | Bundesliga     | 33        | 14        | 2               | 0               | –                 | –                 | –           | –           | 35      | 14     |
| 2009–10        | 1899 Hoffenheim  | Bundesliga     | 17        | 5         | 1               | 0               | –                 | –                 | –           | –           | 18      | 5      |
| 2010–11        | 1899 Hoffenheim  | Bundesliga     | 17        | 6         | 3               | 3               | –                 | –                 | –           | –           | 20      | 9      |
| Total Germania | Total Germania   | Total Germania | 97        | 37        | 6               | 3               | 0                 | 0                 | 0           | 0           | 103     | 40     |
| Anglia         | Anglia           | Anglia         | Campionat | Campionat | FA Cup          | FA Cup          | League Cup        | League Cup        | Europa      | Europa      | Total   | Total  |
| 2010–11        | West Ham United  | Premier League | 12        | 7         | 1               | 0               | –                 | –                 | –           | –           | 13      | 7      |
| 2011–12        | Newcastle United | Premier League | 34        | 16        | 0               | 0               | 2                 | 0                 | –           | –           | 36      | 16     |
| 2012–13        | Newcastle United | Premier League | 20        | 13        | 0               | 0               | 0                 | 0                 | 2           | 0           | 22      | 13     |
| 2012–13        | Chelsea          | Premier League | 14        | 2         | 6               | 4               | 2                 | 0                 | 0           | 0           | 22      | 6      |
| 2013–14        | Chelsea          | Premier League | 14        | 3         | 1               | 0               | 3                 | 0                 | 3           | 2           | 21      | 5      |
| Total Anglia   | Total Anglia     | Total Anglia   | 94        | 41        | 8               | 4               | 7                 | 0                 | 5           | 2           | 114     | 47     |
| Total carieră  | Total carieră    | Total carieră  | 229       | 108       | 14              | 6               | 7                 | 0                 | 5           | 2           | 255     | 116    |

### Internațional
La 24 martie 2013.
| Echipa națională | An    | Meciuri | Goluri |
| ---------------- | ----- | ------- | ------ |
| Senegal          | 2007  | 5       | 1      |
| Senegal          | 2008  | 0       | 0      |
| Senegal          | 2009  | 2       | 0      |
| Senegal          | 2010  | 2       | 1      |
| Senegal          | 2011  | 2       | 1      |
| Senegal          | 2012  | 5       | 1      |
| Senegal          | 2013  | 1       | 0      |
| Total            | Total | 17      | 4      |

## Palmares
Individual
- Fotbalistul lunii în Premier League: decembrie 2011